# Mundo

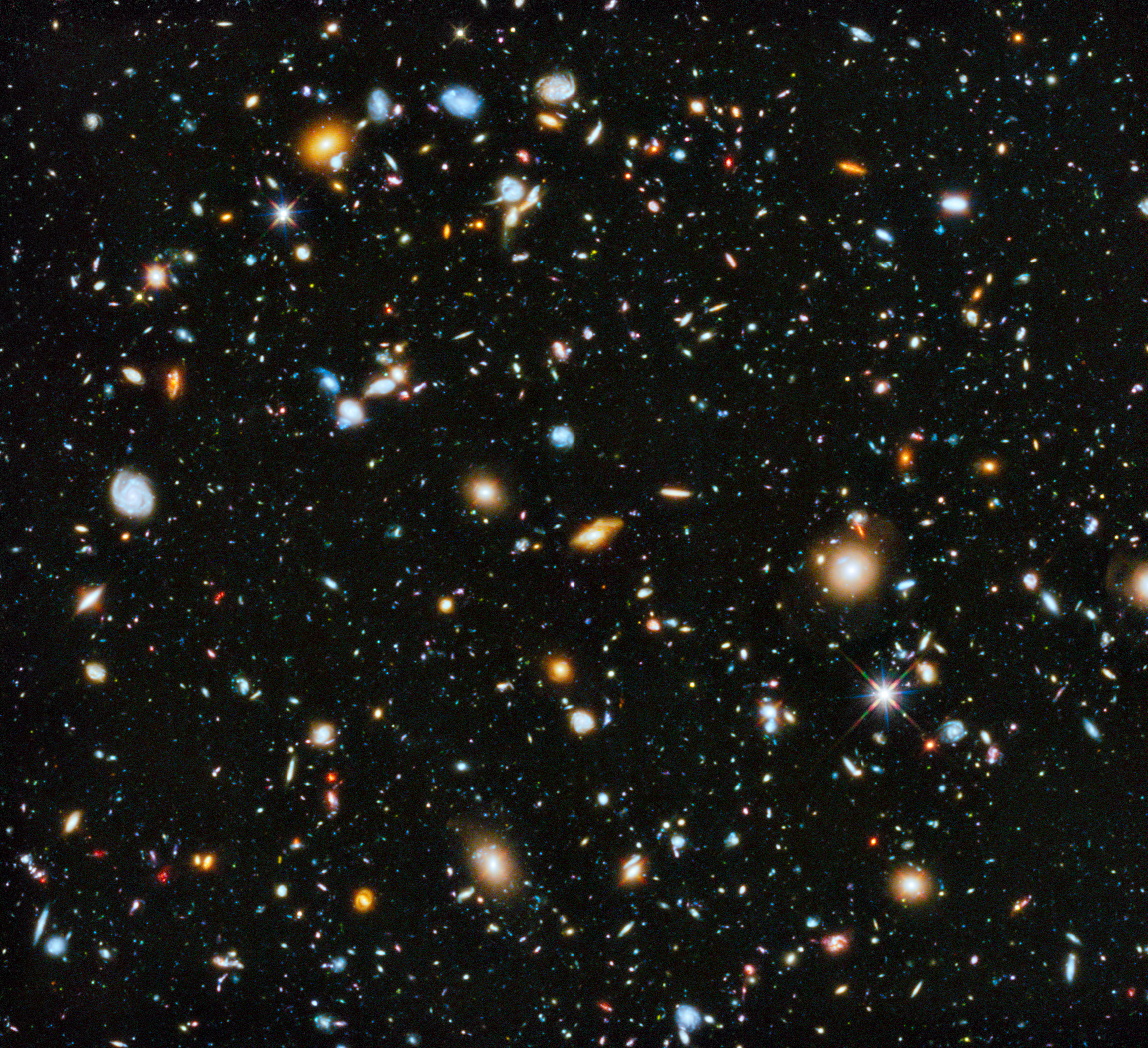
Imagen del mundo físico, captada por el telescopio espacial Hubble.

En su sentido más general, la palabra «Mundo» se refiere a la totalidad de entidades, al conjunto de la realidad o a todo lo que fue, es y será. La naturaleza del mundo se ha conceptualizado de diferentes maneras en distintos ámbitos. Algunas concepciones ven el mundo como algo único. Por otra parte, mientras que otras hablan de una "pluralidad de mundos", algunos tratan el mundo como un objeto simple mientras que otros analizan el mundo como un complejo compuesto por muchas partes. En la cosmología científica, el mundo o el universo se define comúnmente como "la totalidad de todo el espacio y el tiempo; todo lo que es, ha sido y será". Las teorías de la modalidad, por otro lado, hablan de mundos posibles como maneras completas y consistentes de cómo podrían haber sido las cosas. La fenomenología, partiendo del horizonte de los objetos co-presentes en la periferia de cada experiencia, define el mundo como el horizonte más grande o el "horizonte de todos los horizontes". En la filosofía de la mente, el mundo se contrasta comúnmente con la mente como aquello que está representado por la mente. La teología conceptualiza el mundo en relación con Dios, por ejemplo, como la creación de Dios, como idéntico a Dios o en relación con la interdependencia entre ambos. En las religiones, a menudo hay una tendencia a depreciar el mundo material o sensorial en favor de un mundo espiritual que se busca a través de la práctica religiosa. Una representación abarcadora del mundo y de nuestro lugar en él, como se encuentra comúnmente en las religiones, se conoce como una cosmovisión. La cosmogonía es el campo que estudia el origen o la creación del mundo, mientras que la escatología se refiere a la ciencia o doctrina de las últimas cosas o del fin del mundo.
En varios contextos, el término "mundo" adquiere un significado más restringido asociado, por ejemplo, con la Tierra y toda la vida en ella, con la humanidad en su conjunto o con un ámbito internacional o intercontinental. En este sentido, la historia mundial se refiere a la historia de la humanidad en su conjunto o la política mundial es la disciplina de la ciencia política que estudia temas que trascienden naciones y continentes. Otros ejemplos incluyen términos como "religión mundial", "lengua mundial", "gobierno mundial", "guerra mundial", "población mundial", "economía mundial" o "campeonato mundial".

## Concepciones
Diferentes campos a menudo trabajan con concepciones bastante diferentes de las características esenciales asociadas con el término "mundo".  Algunas concepciones consideran que el mundo es único: no puede haber más de un mundo. Otras hablan de una "pluralidad de mundos". Algunas ven los mundos como cosas complejas compuestas de muchas sustancias como sus partes, mientras que otros sostienen que los mundos son simples en el sentido de que solo hay una sustancia: el mundo como un todo. Algunas caracterizan los mundos en términos de espacio-tiempo objetivo, mientras que otros los definen en relación con el horizonte presente en cada experiencia. Estas diferentes caracterizaciones no siempre son exclusivas: puede ser posible combinar algunas sin llevar a una contradicción. La mayoría de ellas está de acuerdo en que los mundos son totalidades unificadas.

### Monismo y pluralismo
El monismo es una tesis sobre la unidad: que solo existe una cosa en cierto sentido. La negación del monismo es el pluralismo, la tesis de que, en cierto sentido, existe más de una cosa. Hay muchas formas de monismo y pluralismo, pero en relación con el mundo en su conjunto, dos son de especial interés: el monismo/pluralismo de existencia y el monismo/pluralismo de prioridad. El monismo de la existencia afirma que el mundo es el único objeto concreto que existe. Esto significa que todos los "objetos" concretos que encontramos en nuestra vida cotidiana, incluyendo manzanas, automóviles y nosotros mismos, no son realmente objetos en un sentido estricto. En cambio, son solo aspectos dependientes del objeto mundial. Este objeto mundial es simple en el sentido de que no tiene ninguna parte genuina. Por esta razón, también se le ha denominado "blobject", ya que carece de una estructura interna como un blob (gota en inglés). El monismo de prioridad permite que haya otros objetos concretos además del mundo. Pero sostiene que estos objetos no tienen la forma más fundamental de existencia, que dependen de alguna manera de la existencia del mundo. Las formas correspondientes de pluralismo, por otro lado, afirman que el mundo es complejo en el sentido de que está formado por objetos concretos e independientes.

### Cosmología científica
La cosmología científica puede definirse como la ciencia del universo en su conjunto. En ella, los términos "universo" y "cosmos" se utilizan normalmente como sinónimos del término "mundo".  Una definición común del mundo/universo que se encuentra en este campo es como "la totalidad de todo el espacio y el tiempo; todo lo que es, ha sido y será". Algunas definiciones enfatizan que hay otros dos aspectos del universo además del espacio-tiempo: formas de energía o materia, como las estrellas y las partículas, y leyes de la naturaleza. Las distintas concepciones del mundo en este campo difieren tanto en su noción de espaciotiempo como en el contenido del espacio-tiempo. La teoría de la relatividad desempeña un papel central en la cosmología moderna y su concepción del espacio y el tiempo. Una diferencia importante con respecto a sus predecesores es que concibe el espacio y el tiempo no como dimensiones distintas, sino como una única variedad de cuatro dimensiones llamada espacio-tiempo. Esto puede verse en la relatividad especial en relación con la métrica de Minkowski, que incluye componentes tanto espaciales como temporales en su definición de distancia. La relatividad general va un paso más allá al integrar el concepto de masa en el concepto de espacio-tiempo como su curvatura. La cosmología cuántica, por otro lado, utiliza una noción clásica de espacio-tiempo y concibe el mundo entero como una función de onda grande que expresa la probabilidad de encontrar partículas en un lugar determinado.

### Teorías de la modalidad
El concepto de mundo desempeña un papel importante en muchas teorías modernas de la modalidad, generalmente en forma de mundos posibles. Un mundo posible es una manera completa y consistente de cómo podrían haber sido las cosas. El mundo real es un mundo posible, ya que la manera de cómo las cosas son es una manera de cómo las cosas podrían haber sido. Pero hay muchas otras maneras de cómo las cosas podrían haber sido además de cómo son en realidad. Por ejemplo, Hillary Clinton no ganó las elecciones estadounidenses de 2016, pero podría haberlas ganado. Por eso hay un mundo posible en el que ella ganó. Hay una gran cantidad de mundos posibles, uno correspondiente a cada una de esas diferencias, no importa cuán pequeña o grande sea, siempre que no se introduzcan contradicciones de esta manera.
Los mundos posibles se conciben a menudo como objetos abstractos, por ejemplo, en términos de estados de cosas no obtenidos o como conjuntos de proposiciones máximamente consistentes. Desde este punto de vista, incluso pueden considerarse como pertenecientes al mundo real. Otra forma de concebir mundos posibles, hecha famosa por David Lewis, es como entidades concretas. Según esta concepción, no hay ninguna diferencia importante entre el mundo real y los mundos posibles: ambos se conciben como concretos, inclusivos y conectados espaciotemporalmente. La única diferencia es que el mundo real es el mundo en el que vivimos, mientras que otros mundos posibles no están habitados por nosotros, sino por nuestras contrapartes. Todo dentro de un mundo está conectado espaciotemporalmente con todo lo demás, pero los diferentes mundos no comparten un espacio-tiempo común: están espaciotemporalmente aislados entre sí. Esto es lo que los hace mundos separados.
Se ha sugerido que, además de los mundos posibles, también hay mundos imposibles. Los mundos posibles son maneras de cómo las cosas podrían haber sido, por lo que los mundos imposibles son maneras de cómo las cosas no podrían haber sido. Tales mundos implican una contradicción, como un mundo en el que Hillary Clinton ganó y perdió las elecciones estadounidenses de 2016. Tanto los mundos posibles como los imposibles tienen en común la idea de que son totalidades de sus constituyentes.

### Fenomenología
Dentro de la fenomenología, los mundos se definen en términos de horizontes de experiencias. Cuando percibimos un objeto, como una casa, no solo experimentamos este objeto en el centro de nuestra atención, sino también varios otros objetos que lo rodean, presentes en la periferia. El término "horizonte" se refiere a estos objetos co-presentes, que normalmente se experimentan solo de una manera vaga e indeterminada. La percepción de una casa involucra varios horizontes, correspondientes al barrio, la ciudad, el país, la Tierra, etc. En este contexto, el mundo es el horizonte más grande o el "horizonte de todos los horizontes". Es común entre los fenomenólogos entender el mundo no solo como una colección espaciotemporal de objetos, sino que además incorpora varias otras relaciones entre estos objetos. Estas relaciones incluyen, por ejemplo, las relaciones de indicación que nos ayudan a anticipar un objeto al encontrar las apariencias de otro objeto, y las relaciones de medio-fin o involucramientos funcionales relevantes para preocupaciones prácticas.

### Filosofía de la mente
En la filosofía de la mente, el término "mundo" suele usarse en contraste con el término "mente" como aquello que está representado por la mente. Esto a veces se expresa afirmando que hay una brecha entre la mente y el mundo y que esta brecha debe superarse para que la representación tenga éxito. Uno de los problemas centrales de la filosofía de la mente es explicar cómo la mente es capaz de cerrar esta brecha y entrar en genuinas relaciones mente-mundo, por ejemplo, en forma de percepción, conocimiento o acción. Esto es necesario para que el mundo pueda restringir racionalmente la actividad de la mente. Según la posición realista, el mundo es algo distinto e independiente de la mente.  Los idealistas, por otro lado, conciben el mundo como parcialmente o totalmente determinado por la mente. El idealismo trascendental de Immanuel Kant, por ejemplo, postula que la estructura espaciotemporal del mundo es impuesta por la mente a la realidad, pero carece de existencia independiente de otro modo. Una concepción idealista más radical del mundo puede encontrarse en el idealismo subjetivo de Berkeley, que sostiene que el mundo en su conjunto, incluidos todos los objetos cotidianos como mesas, gatos, árboles y nosotros mismos, "consiste en nada más que mentes e ideas".

### Teología
Diferentes posturas teológicas sostienen diferentes concepciones del mundo basadas en su relación con Dios. El teísmo clásico afirma que Dios es completamente distinto del mundo. Pero el mundo depende para su existencia de Dios, tanto porque Dios creó el mundo como porque Él lo mantiene o conserva. Esto se entiende a veces por analogía con la forma en que los humanos crean y conservan ideas en su imaginación, con la diferencia de que la mente divina es mucho más poderosa. Según tal punto de vista, Dios tiene una realidad absoluta y última, en contraste con el estatus ontológico inferior atribuido al mundo. La participación de Dios en el mundo suele entenderse como a de un Dios personal y benévolo que cuida y guía Su creación. Los deístas están de acuerdo con los teístas en que Dios creó el mundo, pero niegan cualquier participación personal posterior en él.  Los panteístas, por otro lado, rechazan la separación entre Dios y mundo. En cambio, afirman que los dos son idénticos. Esto significa que no hay nada en el mundo que no pertenezca a Dios y que no hay nada en Dios más allá de lo que se encuentra en el mundo. El panenteísmo constituye una postura intermedia entre el teísmo y el panteísmo. Contra el teísmo, sostiene que Dios y mundo están interrelacionados y dependen el uno del otro. Contra el panteísmo, sostiene que no existe una identidad absoluta entre los dos.  Los ateos, por otro lado, niegan la existencia de Dios y, por lo tanto, las concepciones del mundo basadas en su relación con Dios.

## Historia de la filosofía
Parménides
Parménides argumenta que la percepción diaria de la realidad del mundo físico tal y como es descrito en la doxa, esto es, en la opinión común, está errada, y la realidad del mundo es ser como es descrito en alétheia: un todo inalterable, inengendrable e indestructible.
Platón
Platón es bien conocido por su teoría de las formas, que postula la existencia de dos mundos diferentes: el mundo sensible y el mundo inteligible. El mundo sensible es el mundo en el que vivimos, lleno de cosas físicas cambiantes que podemos ver, tocar y con las que podemos interactuar. El mundo inteligible, por otro lado, es el mundo de formas invisibles, eternas e inmutables como el bien, la belleza, la unidad y la igualdad. Platón atribuye un estatus ontológico inferior al mundo sensible, que solo imita el mundo de las formas. Esto se debe al hecho de que las cosas físicas existen solo en la medida en que participan en las formas que las caracterizan, mientras que las formas mismas tienen un modo de existencia independiente. En este sentido, el mundo sensible es una mera réplica de los ejemplares perfectos que se encuentran en el mundo de las formas: nunca está a la altura del original. En la alegoría de la caverna, Platón compara las cosas físicas que conocemos con meras sombras de las cosas reales. Pero al no conocer la diferencia, los prisioneros de la caverna confunden las sombras con las cosas reales.
Hegel
En la filosofía de la historia de Hegel, la expresión Weltgeschichte ist Weltgericht (La Historia Mundial es un tribunal que juzga al Mundo) es utilizada para afirmar el punto de vista de que la Historia juzgará a los hombres, sus acciones y sus opiniones. La ciencia nació del deseo de transformar al mundo en relación con el hombre; su meta final es la aplicación técnica.
Schopenhauer
El mundo como voluntad y representación es el trabajo central de Arthur Schopenhauer.
Schopenhauer vio la voluntad humana como el noúmeno o cosa en sí kantiana. Él creyó, entonces, que podríamos obtener conocimiento acerca de la cosa en sí, algo que Kant dijo era imposible, ya que el resto de la relación entre la representación y cosa en sí podía ser entendida por la analogía a la relación entre la voluntad humana y el cuerpo humano.
Wittgenstein
"El mundo es todo lo que acaece" o, en otras traducciones, "es el caso", escribió Ludwig Wittgenstein en su influyente Tractatus Logico-Philosophicus, publicado por primera vez en 1922. Esta definición serviría como la base del empirismo lógico, que se la suposición de que hay exactamente un mundo, consistente en la totalidad de los hechos, sin importar la interpretación que cada individuo haga de ellos.
Heidegger
Martin Heidegger, entretanto, argumentaba que "el mundo circundante es diferente para cada uno de nosotros y, sin embargo, nos movemos en un mundo común". El mundo, para Heidegger, era aquel en el que siempre éramos "lanzados" y con el que nosotros, como seres en el mundo, debemos llegar a acuerdos. Su concepción de "divulgación mundial" fue elaborada más notablemente en su trabajo de 1927 Ser y Tiempo.
Eugen Fink
"Mundo" es uno de los términos clave en la filosofía de Eugen Fink. Piensa que hay una tendencia equivocada en la filosofía occidental a entender el mundo como una cosa enormemente grande que contiene todas las pequeñas cosas cotidianas con las que estamos familiarizados. Considera que esta visión es una forma de olvido del mundo y trata de oponerse a ella mediante lo que denomina la "diferencia cosmológica": la diferencia entre el mundo y las cosas interiores que contiene. En su opinión, el mundo es la totalidad de las cosas dentro del mundo que las trasciende. Es en sí mismo infundado, pero proporciona un fundamento para las cosas. Por lo tanto, no puede identificarse con un mero contenedor. En cambio, el mundo da apariencia a las cosas dentro del mundo, les proporciona un lugar, un comienzo y un fin. Una dificultad para investigar el mundo es que nunca lo encontramos, ya que no es solo una cosa más que se aparece a nos. Es por eso que Fink utiliza la noción de juego para dilucidar la naturaleza del mundo. Él ve el juego como un símbolo del mundo que tanto forma parte de él como lo representa. El juego suele ir acompañado de una forma de mundo de juego imaginario que involucra varias cosas relevantes para el juego. Pero así como el juego es más que las realidades imaginarias que aparecen en él, el mundo es más que las cosas reales que aparecen en él.
Freud
En respuesta, Sigmund Freud propuso que no nos movemos en un mundo común, sino en un proceso de pensamiento común. Él creía que todas las acciones de una persona estaban motivadas por una sola cosa: la libido. Esta fuerza condiciona toda nuestra visión del mundo o de la realidad, que es fruto del pulso entre tendencias instintivas inconscientes y tendencias represoras superconscientes.
Nelson Goodman
El concepto de mundo desempeña un papel central en la filosofía tardía de Nelson Goodman. Sostiene que necesitamos postular diferentes mundos para explicar el hecho de que hay diferentes verdades incompatibles que se encuentran en la realidad. Dos verdades son incompatibles si atribuyen propiedades incompatibles a la misma cosa. Esto sucede, por ejemplo, cuando afirmamos tanto que la tierra se mueve como que la tierra está en reposo. Estas verdades incompatibles corresponden a dos formas diferentes de describir el mundo: el heliocentrismo y el geocentrismo. Goodman denomina tales descripciones "versiones del mundo". Sostiene una teoría correspondentista de la verdad: una versión del mundo es verdadera si corresponde a un mundo. Versiones del mundo verdaderas incompatibles corresponden a mundos diferentes. Es común que las teorías de la modalidad postulen la existencia de una pluralidad de mundos posibles. Pero la teoría de Goodman es diferente, ya que postula una pluralidad no de mundos posibles sino de mundos reales. Tal posición corre el peligro de implicar una contradicción: no puede haber una pluralidad de mundos reales si los mundos se definen como conjuntos máximamente inclusivos. Este peligro puede evitarse interpretando el concepto de mundo de Goodman no como conjuntos máximamente inclusivos en el sentido absoluto, sino en relación con su versión de mundo correspondiente: un mundo contiene todas y solo las entidades que su versión del mundo describe.
David Lewis
Algunos filósofos, a menudo inspirados por David Lewis, argumentan que los conceptos metafísicos como la posibilidad, la probabilidad y la necesidad son mejor analizados al comparar el mundo a una gama de mundos posibles; un punto de vista comúnmente conocido como realismo modal. Para él existe un número infinito de mundos causalmente aislados y el nuestro es tan solo uno de ellos.
Markus Gabriel
Para el filósofo Markus Gabriel el mundo no existe pues lo considera un superobjeto.  La existencia de un objeto, por definición, se trata de su aparición con características propias que lo distinga de otros objetos en un contexto dado.  No así ocurre con el concepto de superobjeto o mundo pues este tendría toda las características de todos los objetos que contiene haciéndolo indistinguible y, por lo tanto, inexistente. Gabriel, al proclamar que no existe un superobjeto o Mundo, termina adoptando una postura filosófica pluralista.
José Ortega y Gasset
Para el filósofo español José Ortega y Gasset el mundo es inseparable del yo: "Yo soy yo y mi circunstancia, y si no la salvo a ella no me salvo yo". Y todas las conciencias están interconectadas a través de un sistema de perspectivas cuya integración constituye el mundo, la realidad misma.
Francisco Miró Quesada
Para Francisco Miró Quesada hay tres ejes para clasificar las distintas concepciones filosóficas del mundo: el eje materialista-espiritualista, el eje finalista-contingencialista y el eje esencialista-existencialista.  Por ejemplo, Marx veía al mundo de una forma «materialista finalista» (materialismo dialéctico) mientras que las religiones ven al mundo desde una óptica «espiritualista finalista» (escatología y el fin del mundo) ya sea en su vertiente esencialista (Santo Tomás) o existencialista (Gabriel Marcel).  El mecanicismo ve al mundo de una forma «materialista contingencialista»,  es decir,  en el universo no hay razón o finalidad específica para el cual las leyes de la naturaleza sean de una manera, pues pudieran haber sido de otra.

## Religión

### Cristianismo
El mundo es para el Catecismo de la Iglesia católica uno de los tres "enemigos del alma": mundo, demonio y carne. Esta conceptualización negativa del mundo contrasta con el concepto grecolatino positivo de mundus 'todo ordenado, organizado, limpio'. Para la concepción teológica judeocristiana el mundo representa lo "material" o la esfera de la "vida profana", como lo opuesto a lo celestial, espiritual, trascendental o sacro. Así, los monjes y monjas de clausura que se encierran en los monasterios renuncian al "mundo". El "fin del mundo" se refiere a los escenarios de la culminación de la historia humana, a menudo en contextos religiosos. 
Sin embargo, la Teología también católica, ha formulado claramente la percepción que la Revelación, por medio de la Sagrada Escritura o Biblia, tiene del mundo, mediante el acto creacional de Dios: es bueno (Génesis), no sólo por la constante afirmación de su Creador sino por las consecuencias derivadas de su naturaleza. El hombre, pues, fue puesto al principio en un mundo que era bueno (el paraíso), pero según el mismo relato ese mundo se vio afectado por la acción del hombre muy al principio de la historia, cuando transgredió un principio de su naturaleza. Al pretender ser como Dios trastocó ese orden esencial y convirtió el mundo en enemigo. La doctrina subsiguiente recogió fundamentalmente esta consecuencia moral y abandonó la perspectiva metafísica acerca de la bondad del mundo.

### Islam
En el islam, el término "dunya" se utiliza para el mundo. Su significado se deriva de la palabra raíz "dana", un término para "cerca". Se asocia principalmente con el mundo temporal sensorial y con las preocupaciones terrenales, es decir, con este mundo en contraste con el mundo espiritual. Algunas enseñanzas religiosas advierten de nuestra tendencia a buscar la felicidad en este mundo y aconsejan un estilo de vida más ascético y preocupado por el más allá. Pero otras corrientes del islam recomiendan un enfoque equilibrado.

### Hinduismo
El hinduismo constituye una amplia familia de puntos de vista religioso-filosóficos. Estos puntos de vista presentan diferentes perspectivas sobre la naturaleza y el papel del mundo. La filosofía Samkhya, por ejemplo, es un dualismo metafísico que entiende la realidad como compuesta de dos partes: purusha y prakriti. El término "purusha" representa el yo individual consciente que cada uno de nosotros posee. Prakriti, por otro lado, es el mundo único habitado por todos estos individuos. El Samkhya entiende este mundo como un mundo de materia gobernado por la ley de causa y efecto. El término "materia" se entiende en un sentido muy amplio en esta tradición, incluyendo tanto los aspectos físicos como los mentales. Esto se refleja en la doctrina de los tattvas, según la cual prakriti se compone de 23 principios o elementos diferentes de la realidad. Estos principios incluyen tanto elementos físicos, como el agua o la tierra, como aspectos mentales, como la inteligencia o las impresiones sensoriales. La relación entre purusha y prakriti generalmente se concibe como una de mera observación: purusha es el yo consciente del mundo de prakriti, pero no interactúa causalmente con él.
Una concepción muy diferente del mundo está presente en el Advaita Vedanta, la escuela monista entre las escuelas vedánticas. A diferencia de la posición realista defendida en la filosofía Samkhya, el Advaita Vedanta ve el mundo de la multiplicidad como una ilusión, conocida como maya. Esta ilusión también incluye nuestra impresión de existir como seres separados que experimentan, llamados jivas. En cambio, el Advaita Vedanta enseña que en el nivel más fundamental de la realidad, conocido como brahman, no existe pluralidad ni diferencia. Todo lo que hay es un yo que lo abarca todo: atman. La ignorancia se considera la fuente de esta ilusión, que resulta en la esclavitud al mundo de las meras apariencias. Pero la liberación es posible en el curso de la superación de esta ilusión mediante la adquisición del conocimiento de brahman, según el Advaita Vedanta.

## Etimología y uso
El término «mundo» deriva del vocablo en latín mundus, que literalmente significa 'limpio, elegante'; en sí es una traducción prestada del griego cosmos, 'perfección' o 'conjunto ordenado'. El término grecolatino expresa una noción de creación como un acto de establecimiento del orden en el caos.
'Mundo' se refiere a todo el planeta o a la población de cualquier país o región en particular: asuntos mundiales se refiere no solo a un lugar sino a todo el mundo e historia mundial es un campo de la historia que examina los eventos desde una perspectiva global (en lugar de una nacional o una regional). Tierra, por otra parte, se refiere al planeta como una entidad física y la distingue de otros planetas y objetos físicos.
'Mundo' también puede atribuírsele al significado de 'global', 'relativo a todo el mundo', formando usos como Comunidad mundial.
Por extensión, un 'mundo' puede referirse a cualquier planeta u objeto astronómico, especialmente cuando se cree que está habitado, en el contexto de la ciencia ficción o futurología.
'Mundo', en el sentido original, cuando es calificado, también puede referirse al dominio particular de la experiencia humana.
- El mundo del trabajo describe el trabajo remunerado y la búsqueda de una carrera, en todos sus aspectos sociales, para distinguirla del área hogareña y del estudio académico.
- El mundo de la moda describe el ambiente de los diseñadores, casas de moda y consumidores que hacen la industria de la moda.

### Expresiones
Antiguamente se consideraba primer mundo aquellos países de economías capitalistas como Estados Unidos y los países aliados a este después de la Segunda Guerra Mundial. El segundo mundo incluía países comunistas, como la antigua URSS o China, y a todos los países aliados a estos o bajo su influencia, mientras que, el tercer mundo, abarcaba aquellos países que tenían una posición neutra.
En la actualidad se consideran países del Primer Mundo los países desarrollados, es decir que tienen gran capacidad industrial, gran avance tecnológico y tienen fácil acceso a gran cantidad de materias primas. Se consideran países del Segundo Mundo a los países que también tienen gran capacidad industrial y un gran avance tecnológico, pero tienen un menor acceso a las materias primas que los países del Primer Mundo. Se consideran países del Tercer Mundo a los países que tienen gran cantidad de materias primas, pero no cuentan con gran capacidad industrial ni gran avance tecnológico y que están vinculados al mercado mundial mediante la exportación de materias primas. Se ha adoptado el término "Cuarto mundo" para referirse a las regiones pobres del planeta pertenecientes al sector capitalista y a los países menos desarrollados de este, como los sin techo que viven en las ciudades más ricas de los países capitalistas, cuyo nivel de pobreza supera al de los habitantes del tercer mundo.

## El concepto demundoen otras disciplinas
El mundo ha sido representado de muy distintas maneras según las civilizaciones y culturas; muchas de esas representaciones han ido cambiando o no conforme cambiaban o no dichas civilizaciones y culturas. En el ámbito occidental (y más en concreto según la concepción cristiana derivada del Almagesto del cosmógrafo pagano Claudio Ptolomeo), el mundo se dividía en dos partes: lo natural o naturaleza, imperfecto y mutable y situado por debajo de la órbita lunar, y lo sobre-natural, perfecto e inmutable y situado por encima de la órbita de la Luna. El renacimiento del siglo XVI empezó a dudar y a criticar esta visión geocéntrica y cristiana y la fue sustituyendo por otra heliocéntrica y mecanicista.
La historia del mundo es comúnmente entendida como la comprensión de los principales desarrollos geopolíticos de cinco milenios, desde la invención de la escritura por las primeras civilizaciones hasta el presente. Por otra parte, con la expresión Nuevo Mundo frente a Viejo Mundo nos referimos respectivamente por un lado a América, una parte del mundo colonizada en el despertar de la era de los descubrimientos, y por otro a la parte colonizadora, de historia más conocida. Estas denominaciones se extendieron al ámbito de las clasificaciones zoológicas y botánicas, como por ejemplo en el caso del mono del Nuevo Mundo.
En política, los términos primer, segundo y tercer mundo dividen a los países en grandes grupos. El primer mundo designa a los países capitalistas, ricos o desarrollados económicamente; el segundo a los comunistas y el tercer mundo agrupa al resto de los países, la mayoría pobres, en vías de desarrollo o infradesarrollados. Incluso de se utiliza la expresión cuarto mundo para aludir a los países en que la pobreza es extrema.
La población mundial es la suma de todos los habitantes humanos de cualquier era; de igual forma, la economía mundial es la suma de las economías de todas las sociedades (todos los países), especialmente en el contexto de la globalización. Términos como campeonato mundial, producto bruto mundial, banderas del mundo, etc., también implican la suma o combinación de todos los estados soberanos.
En términos como religión mundial, idioma mundial y guerra mundial, la palabra mundo sugiere una escala internacional o intercontinental sin necesariamente implicar la participación de todo el mundo.

Mapamundi.

En términos como mapa del mundo y clima mundial, la palabra mundo es utilizada en un sentido desprendido de la cultura humana o civilización, refiriéndose de forma física al planeta Tierra.

## Términos y problemas relacionados

### Cosmovisiones
Una cosmovisión es una representación global del mundo y de nuestro lugar en él. Como representación, es una perspectiva subjetiva del mundo y, por lo tanto, diferente del mundo que representa. Todos los animales superiores necesitan representar su entorno de alguna manera para poder navegar por él. Pero se ha argumentado que solo los seres humanos poseen una representación lo suficientemente abarcadora como para merecer el término "cosmovisión". Los filósofos de las cosmovisiones suelen sostener que la comprensión de cualquier objeto depende de una cosmovisión que constituye el trasfondo sobre el cual esta comprensión puede acontecer. Esto puede afectar no solo a nuestra comprensión intelectual del objeto en cuestión, sino también a la experiencia del mismo en general. Por lo tanto, es imposible evaluar la propia cosmovisión desde una perspectiva neutral, ya que esta evaluación ya presupone la cosmovisión como su trasfondo. Algunos sostienen que cada cosmovisión se basa en una sola hipótesis que promete resolver todos los problemas de nuestra existencia que podamos encontrar. Según esta interpretación, el término se asocia estrechamente a las cosmovisiones dadas por las diferentes religiones. Las cosmovisiones ofrecen orientación no solo en asuntos teóricos sino también en asuntos prácticos. Por esta razón, por lo general incluyen respuestas a la pregunta sobre el sentido de la vida y otros componentes evaluativos sobre lo que importa y cómo debemos actuar. La cosmovisión de un individuo puede ser única, pero las cosmovisiones generalmente son compartidas por muchas personas dentro de una determinada cultura o religión.

### Paradoja de muchos mundos
La idea de que existen muchos mundos diferentes se encuentra en varios campos. Por ejemplo, las teorías de la modalidad hablan de una pluralidad de mundos posibles y la interpretación de los muchos mundos de la mecánica cuántica lleva esta referencia incluso en su nombre. Hablar de mundos diferentes también es común en el lenguaje cotidiano, por ejemplo, con referencia al mundo de la música, el mundo de los negocios, el mundo del fútbol, el mundo de la experiencia o el mundo asiático. Pero, al mismo tiempo, los mundos suelen definirse como totalidades que incluyen todo. Esto parece contradecir la idea misma de una pluralidad de mundos, ya que si un mundo es total e incluye todo, entonces no puede tener nada fuera de él. Entendido así, un mundo no puede tener otros mundos además de sí mismo ni formar parte de algo más grande. Una forma de resolver esta paradoja manteniendo la noción de una pluralidad de mundos es restringir el sentido en el que los mundos son totalidades. Desde este punto de vista, los mundos no son totalidades en un sentido absoluto. Esto podría entenderse incluso en el sentido de que, estrictamente hablando, no hay mundos en absoluto. Otro enfoque entiende los mundos en un sentido esquemático: como expresiones dependientes del contexto que representan el dominio actual del discurso. Así, en la expresión "La vuelta al mundo en ochenta días", el término "mundo" se refiere a la tierra, mientras que en la expresión "el Nuevo Mundo" se refiere a la masa continental de América del Norte y del Sur.

### Cosmogonía
La cosmogonía es el campo que estudia el origen o la creación del mundo. Esto incluye tanto la cosmogonía científica como los mitos de la creación encontrados en varias religiones. La teoría dominante en la cosmogonía científica es la teoría del Big Bang, según la cual el espacio, el tiempo y la materia tienen su origen en una singularidad inicial que ocurrió hace unos 13.800 millones de años. Esta singularidad fue seguida por una expansión que permitió que el universo se enfriara lo suficiente para la formación de partículas subatómicas y átomos más tarde. Estos elementos iniciales formaron nubes gigantes, que luego se aglutinaron en estrellas y galaxias. Los mitos de la creación no científicos se encuentran en muchas culturas y a menudo se representan en rituales que expresan su significado simbólico. Pueden clasificarse en relación con su contenido. Los tipos que se encuentran a menudo incluyen la creación a partir de la nada, del caos o de un huevo cósmico.

### Escatología
La escatología se refiere a la ciencia o doctrina de las últimas cosas o del fin del mundo. Se asocia tradicionalmente con la religión, específicamente con las religiones abrahámicas. En esta forma, puede incluir enseñanzas tanto del fin de cada vida humana individual como del fin del mundo en su conjunto. Pero también se ha aplicado a otros campos, por ejemplo, en forma de escatología física, que incluye especulaciones con base científica sobre el futuro lejano del universo. Según algunos modelos, habrá un Big Crunch en el que todo el universo colapsa de nuevo en una singularidad, lo que posiblemente resulte en un segundo Big Bang después. Pero la evidencia astronómica actual parece sugerir que nuestro universo continuará expandiéndose indefinidamente.

### Historia mundial
La historia mundial estudia el mundo desde una perspectiva histórica. A diferencia de otros enfoques de la historia, emplea un punto de vista global. Trata menos de naciones y civilizaciones individuales, a las que suele abordar con un alto nivel de abstracción.  En cambio, se concentra en regiones y zonas de interacción más amplias, interesándose a menudo por cómo las personas, los bienes y las ideas se mueven de una región a otra. Incluye comparaciones de diferentes sociedades y civilizaciones, además de considerar desarrollos de amplio alcance con un impacto global a largo plazo, como el proceso de industrialización. La historia mundial contemporánea está dominada por tres paradigmas principales de la investigación que determinan la periodización en diferentes épocas. Uno se basa en las relaciones productivas entre los seres humanos y la naturaleza. Los dos cambios más importantes en la historia a este respecto fueron la introducción de la agricultura y la ganadería en relación con la producción de alimentos, que comenzó alrededor de 10.000 a 8.000 a. C. y que a veces se denomina revolución neolítica, y la revolución industrial, que comenzó alrededor de 1760 d. C. e involucró la transición de la fabricación manual a la industrial.  Otro paradigma, que se centra en la cultura y la religión en su lugar, se basa en las teorías de Karl Jaspers sobre la Era Axial, una época en la que aparecieron varias formas nuevas de pensamientos religiosos y filosóficos en varias partes separadas del mundo alrededor del tiempo entre 800 y 200 a. C. Una tercera periodización se basa en las relaciones entre las civilizaciones y las sociedades. Según este paradigma, la historia puede dividirse en tres períodos en relación con la región dominante en el mundo: el dominio de Oriente Medio antes del 500 a. C., el equilibrio cultural euroasiático hasta el 1500 d. C. y el dominio occidental desde el 1500 d. C. La gran historia (Big History) emplea un marco aún más amplio que la historia mundial al poner la historia humana en el contexto de la historia del universo en su conjunto. Comienza con el Big Bang y recorre la formación de las galaxias, el sistema solar, la Tierra, sus eras geológicas, la evolución de la vida y de los seres humanos hasta la actualidad.

### Política mundial
La política mundial, también conocida como la política global o relaciones internacionales, es la disciplina de la ciencia política que estudia temas de interés para el mundo que trascienden naciones y continentes. Su objetivo es explicar las estructuras complejas que se encuentran en el mundo social y que a menudo están relacionadas con la búsqueda del poder, el orden y la justicia, generalmente en el contexto de la globalización. Se centra no solo en las relaciones entre los estados nacionales, sino que también considera a otros actores transnacionales, como las corporaciones multinacionales, los grupos terroristas o las organizaciones no gubernamentales. Por ejemplo, trata de explicar acontecimientos como los atentados del 11 de septiembre de 2001, la guerra de Irak de 2003 o la crisis financiera de 2007-2008.
Se han propuesto varias teorías para abordar la complejidad involucrada en la formulación de tales explicaciones. Estas teorías a veces se dividen en realismo, liberalismo y constructivismo. Los realistas consideran que los estados nacionales son los principales actores de la política mundial. Constituyen un sistema internacional anárquico sin ningún poder superior que controle su comportamiento. Se les considera agentes soberanos que, determinados por la naturaleza humana, actúan según su propio interés nacional. La fuerza militar puede desempeñar un papel importante en la subsiguiente lucha por el poder entre los estados, pero la diplomacia y la cooperación también son mecanismos clave a través de los cuales las naciones logren sus objetivos.  Los liberalistas reconocen la importancia de los estados, pero también enfatizan el papel de los actores transnacionales, como las Naciones Unidas o la Organización Mundial del Comercio. Ven a los seres humanos como perfectibles y destacan el papel de la democracia en este proceso. El orden emergente en la política mundial, según esta perspectiva, es más complejo que un mero equilibrio de poder, ya que más agentes e intereses diferentes están involucrados en su producción.  El constructivismo atribuye más importancia a la agencia de los seres humanos individuales que el realismo y el liberalismo. Entiende el mundo social como una construcción de las personas que viven en él. Esto lleva a un énfasis en la posibilidad de cambio. Si el sistema internacional es una anarquía de estados nacionales, como sostienen los realistas, entonces esto es solo así porque nosotros lo hemos hecho así y bien puede cambiar, ya que esto no está prefigurado por la naturaleza humana, según los constructivistas.